# 別井敬之
別井 敬之（べつい たかゆき、1975年1月29日 - ）は、NHKのアナウンサー。

## 人物
大阪府枚方市出身。清風高等学校を経て、大阪府立大学経済学部を卒業後、2000年（平成12年）に入局。
趣味は鉄道全般、演劇鑑賞など。
好きな食べ物は「おふくろの味」と呼べるもの。

## 現在の出演番組
- おうみ発630（キャスター：2023年4月10日 - ）（岡隆一と隔週で担当）
- おうみ845(キャスター：2023年度-不定期)
- NHKプロ野球他スポーツ中継（高校野球、サッカー、アメリカンフットボールなど）

## 過去の出演番組
神戸放送局時代
- 列島縦断 鉄道12000キロの旅 〜最長片道切符でゆく42日〜（NHK BShi・BS2）
- 列島縦断 鉄道乗りつくしの旅〜JR20000km全線走破〜（NHK BShi・BS2）
  - 「関口知宏・JR全線走破へ出発進行!」（2005年3月20日・NHK BShi・「乗りつくしの旅」の事前番組）

静岡放送局時代
- フジヤマTV（キャスター）

広島放送局時代
- お好みワイドひろしま（スポーツコーナー）

福岡放送局時代
- 東海道新幹線開業50周年 まるごと新幹線〜昨日・今日・明日 夢の超特急の50年〜（BSプレミアム、2014年10月4日）
- 熱烈発信!福岡NOW（2015年3月10日[3]）
- ふっくTV「丸天うどんの謎」[4]（2015年3月17日）

G-Media出向時代
- 福岡県のニュース（2019年7月5日・応援要員）

名古屋放送局時代
- 東海北陸のニュース
- ニュースいしかわ845（2020年1月23日・応援要員）
- ニュースザウルス845（2022年8月4日・応援要員）
- 福井県のニュース（2022年8月5日・応援要員）
- どーも、NHK（ゲスト出演：2022年10月9日）
- NHK発！鉄道150年 NHKラジオ鉄道大博覧会（司会進行：2022年10月10日）

大津放送局時代
- 第78回ライスボウル（実況:2025年1月3日）